# James Beaton (1517-1603)
James Beaton (1517 – Parigi, 24 aprile 1603) è stato un arcivescovo cattolico scozzese.

## Biografia
Il 4 settembre 1551, su richiesta di Maria di Guisa, fu nominato arcivescovo di Glasgow da papa Giulio III. Fu consacrato il 28 agosto 1552, a Roma, dai vescovi di Abruzzo, Nevers e Fondi. Nel 1560 fu nominato da Maria Stuarda ambasciatore di Scozia a Parigi, incarico che mantenne anche dopo l'abdicazione della sovrana. 
Fu deposto di fatto nel 1571 e sostituito dal primo vescovo protestante, andando in esilio in Francia, ma nel 1598 ottenne da Re Giacomo VI di Scozia (poi Giacomo I d'Inghilterra)  di essere nuovamente riconosciuto arcivescovo legittimo con titoli e rendite (ma senza effettiva giurisdizione) perché la sua deposizione era stata del tutto illegale.

## Genealogia episcopale e successione apostolica
La genealogia episcopale è:
- Cardinale Girolamo Grimaldi
- Arcivescovo Martinho de Portugal
- Arcivescovo Alfonso Oliva, O.E.S.A.
- Vescovo Girolamo Maccabei
- Vescovo Giovanni Giacomo Barba, O.E.S.A.
- Arcivescovo James Beaton

La successione apostolica è:
- Arcivescovo Gilbert Génébrard, O.S.B. (1592)